# Brenda Archer
Brenda Archer, född 17 september 1942, är en friidrottare från Guyana. Hon deltog vid olympiska sommarspelen 1960.